# Belfahy
Belfahy ist eine französische Gemeinde mit 84 Einwohnern (Stand: 1. Januar 2022) im Département Haute-Saône in der Region Bourgogne-Franche-Comté. Die Bewohner werden Belfahots und Belfahotes genannt.
Die Gemeinde erhielt 2022 die Auszeichnung „Eine Blume“, die vom Conseil national des villes et villages fleuris (CNVVF) im Rahmen des jährlichen Wettbewerbs der blumengeschmückten Städte und Dörfer verliehen wird.

## Geographie
Belfahy liegt auf einer Höhe von 831 m über dem Meeresspiegel und ist damit die höchstgelegene Gemeinde des Départements, etwa 19 Kilometer nordnordwestlich der Stadt Belfort (Luftlinie). Das Dorf erstreckt sich im äußersten Osten des Departements, in den Südvogesen am Südwesthang des Ballon, zwischen den Tälern von Ognon im Westen und Rahin im Osten.
Die Fläche des 3,07 km² großen Gemeindegebiets umfasst einen Abschnitt der Südvogesen. Das Gebiet wird von zwei Taleinschnitten eingefasst, die sich nach Nordwesten zum Tal der Doue de l’Eau (Zufluss des Ognon) öffnen: im Südwesten der Ruisseau du Revers aux Chiens, im Norden der Ruisseau de Derrière les Roches. Dazwischen befindet sich der Hangvorsprung von Belfahy, der nach Osten ansteigt bis zum Gipfel des Ballon, auf dem mit 1050 m die höchste Erhebung von Belfahy erreicht wird. Die östliche Abgrenzung verläuft auf dem Kamm, der steil zum Tal des Rahin bei Plancher-les-Mines abfällt. Die Höhen der Südvogesen sind überwiegend aus kristallinem Grundgestein aufgebaut. Große Teile des Gebietes sind von Nadelwald bestanden. Das gesamte Gemeindegebiet gehört zum Regionalen Naturpark Ballons des Vosges.
Nachbargemeinden von Belfahy sind Servance-Miellin mit Miellin im Norden, Plancher-les-Mines im Osten sowie Servance im Süden und Westen.

## Geschichte
Im Mittelalter gehörte Belfahy zur Freigrafschaft Burgund und darin zum Gebiet des Bailliage d’Amont. Die lokale Herrschaft hatten die Herren von Faucogney inne. Zusammen mit der Franche-Comté gelangte der Ort mit dem Frieden von Nimwegen 1678 definitiv an Frankreich. Heute ist Belfahy Mitglied des Gemeindeverbandes Communauté de communes des 1000 étangs.

## Sehenswürdigkeiten
Die Dorfkirche Saint-Nicolas in Belfahy wurde im 19. Jahrhundert erbaut. Sie beherbergt Altäre und eine Kanzel aus dem 18. Jahrhundert sowie eine Holzstatue des heiligen Sebastian (17. Jahrhundert).

Kirche St. Nikolaus in Belfahy
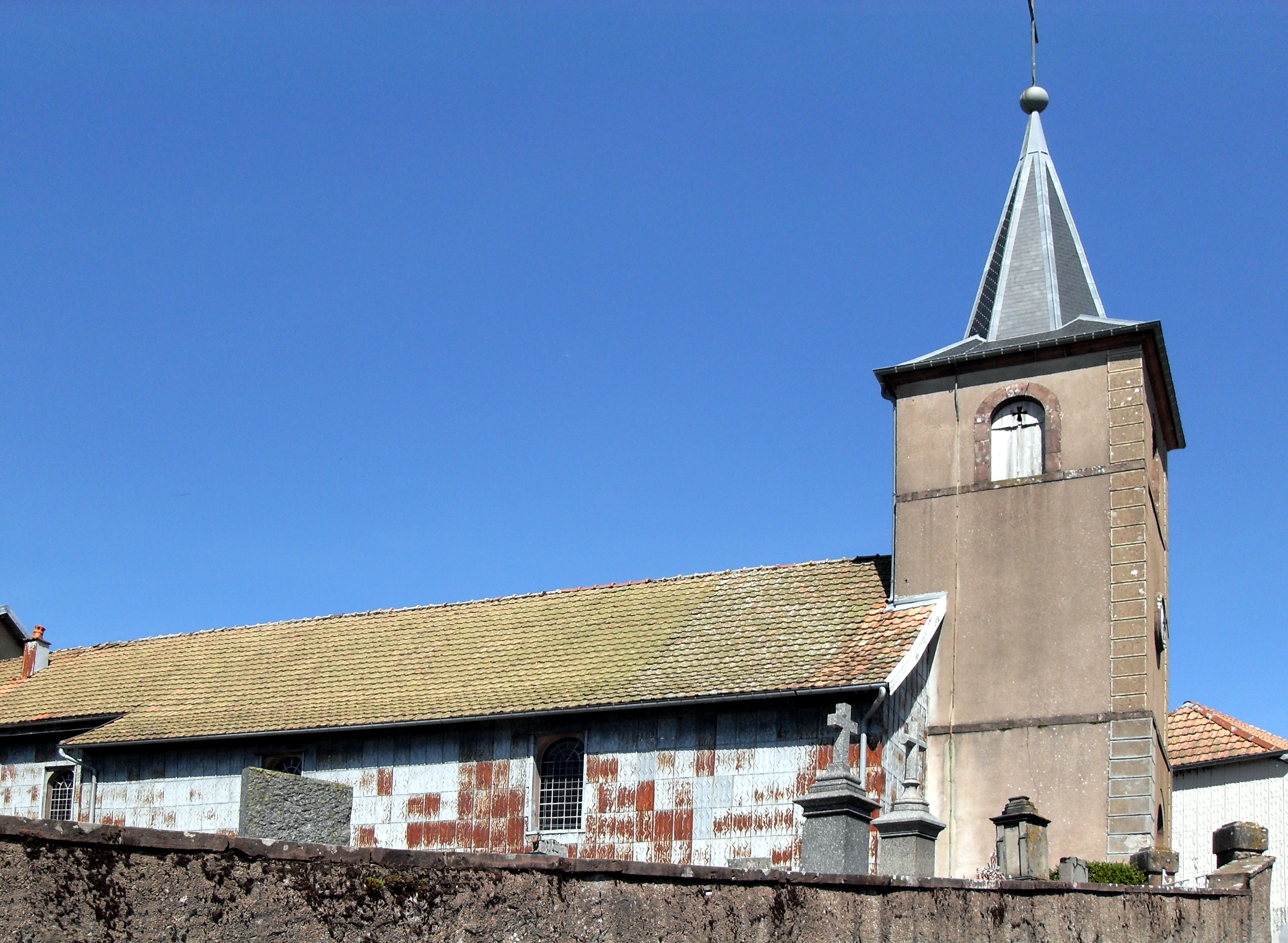
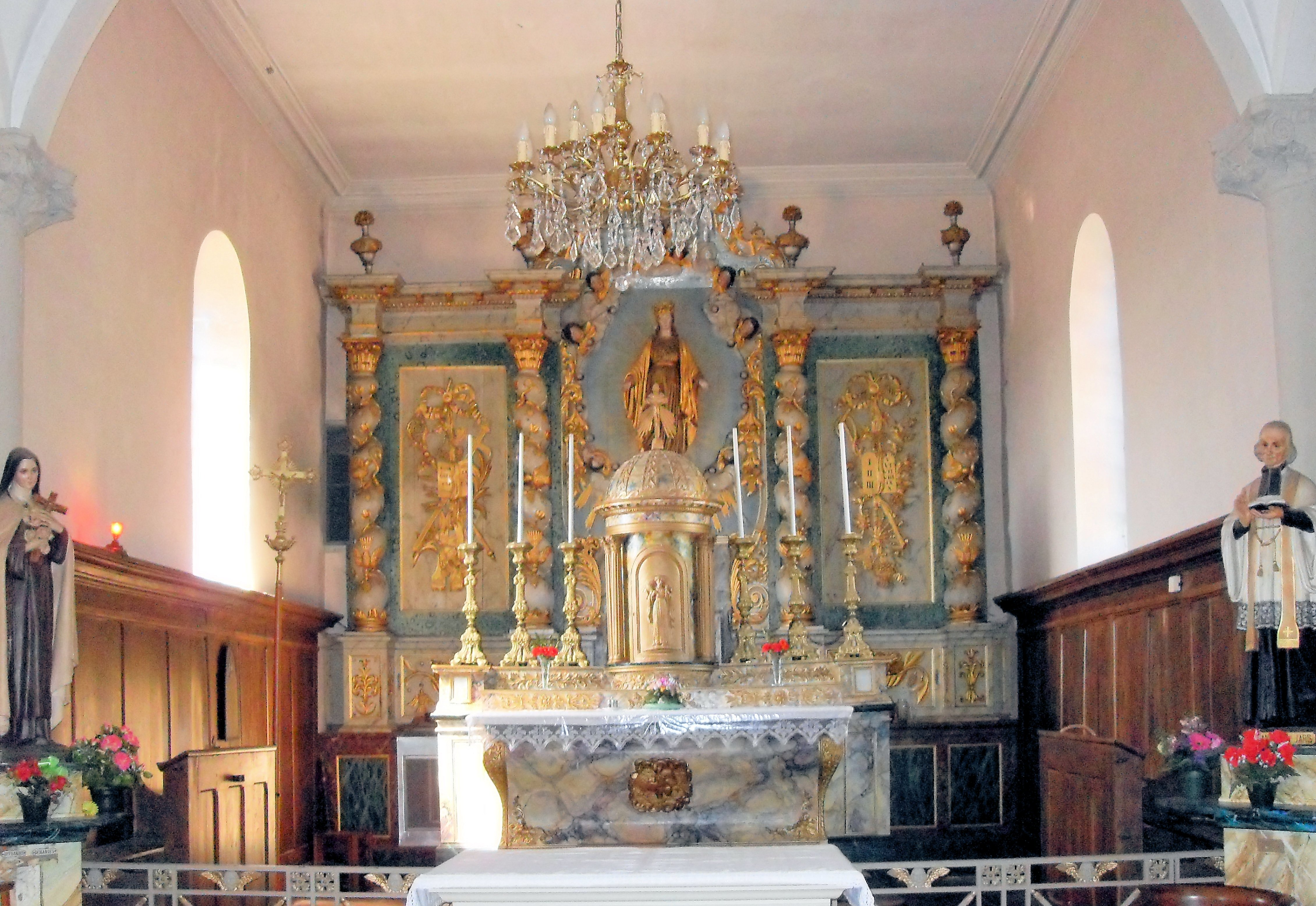

## Bevölkerung
| Jahr                       | 1962 | 1968 | 1975 | 1982 | 1990 | 1999 | 2006 | 2017 |
| Einwohner                  | 128  | 114  | 90   | 74   | 70   | 65   | 69   | 81   |
| Quellen: Cassini und INSEE |      |      |      |      |      |      |      |      |

Mit 84 Einwohnern (1. Januar 2022) gehört Belfahy zu den kleinsten Gemeinden des Départements Haute-Saône. Nachdem die Einwohnerzahl in der ersten Hälfte des 20. Jahrhunderts deutlich abgenommen hatte (1891 wurden noch 519 Personen gezählt), wurden seit Beginn der 1980er Jahre nur noch geringe Schwankungen verzeichnet.

## Wirtschaft und Infrastruktur
Belfahy ist noch heute ein vorwiegend durch die Landwirtschaft (Milchwirtschaft und Viehzucht) und die Forstwirtschaft geprägtes Dorf. Außerhalb des primären Sektors gibt es nur wenige Arbeitsplätze im Ort. Einige Erwerbstätige sind deshalb Wegpendler, die in den größeren Ortschaften der Umgebung ihrer Arbeit nachgehen.
Die Ortschaft liegt weit abseits der größeren Durchgangsachsen. Die Hauptzufahrt erfolgt von der Passhöhe zwischen Plancher-Bas und Fresse. Weitere Straßenverbindungen bestehen mit Servance und Miellin.